# Manuel Rüegg (Unihockeyspieler)
Manuel Kurt Rüegg (* 25. Oktober 1991) ist ein Schweizer Unihockeyspieler auf der Position des Verteidigers.

## Karriere

### UHC Waldkirch-St. Gallen
Vor seinem Engagement beim UHC Waldkirch-St. Gallen spielte Rüegg bei den Mörschwil Dragons. Zur Saison 2007/08 bestritt Rüegg erste Partien für die U18 des UHC Waldkirch-St. Gallen. Seither durchlief er alle Juniorenabteilungen des St. Galler Vereins. Seit 2012 gehört er zum Kader der ersten Mannschaft an.

### Astorp/Kvidinge IBS
Zur Saison 2016/17 wechselte Rüegg zu Astorp/Kvidinge IBS in die Division 1 Södra Götaland. Rüegg wurde somit erster ausländische Spieler des Vereins aus dem Norden Helsingborgs. Mit Astorp/Kvidinge IBS erreichte Rüegg den ersten Rang der Qualifikation und nahm an den Aufstiegsspielen zur Allsvenskan teil.

### UHC Waldkirch-St. Gallen
Auf die Saison 2017/18 wechselte Rüegg zurück zum UHC Waldkirch-St. Gallen. Nach zwei Saisons gab Rüegg den Rücktritt von Spitzensport bekannt.

### UHC Herisau
2019 unterschrieb Rüegg beim 1.-Liga-Verein UHC Herisau.